# FISH ON
『FISH ON』（フィッシュ オン）は、アスキー・メディアワークスから2011年6月9日に発売されたニンテンドー3DS用ゲームソフト。
2012年3月29日にはギャルゲー要素を追加したPlayStation Vita版『Let's Try Bass Fishing FISH ON NEXT』が角川ゲームスより発売された。

## ゲームモード
- トーナメントモード
- チャレンジモード
- プラクティスモード
- 水中観賞モード
- レクチャーモード

## ステージ
- 古橋
- 岩場
- 寺院
- 遺跡
- ロッジ
- 港町
- コテージ
- 高架橋
- 堤防
- 水門

## PlayStation Vita版の登場人物
ジェイミー
声 - 清水愛

アキタ・リュウジ
声 - 伊藤健太郎

マキセ・カノ
声 - 伊藤静

シミズ・アイ
声 - 清水愛